# Koszykówka na Światowych Wojskowych Igrzyskach Sportowych 2003
Koszykówka na 3. Światowych Wojskowych Igrzyskach Sportowych – turniej mężczyzn rozegrany w Katanii, który był organizowane przez CISM dla sportowców-żołnierzy podczas światowych igrzyskach wojskowych w dniach 4 – 10 grudnia 2003 roku.
Zawody były równocześnie traktowane jako 45 Wojskowe Mistrzostwa Świata w koszykówce.

## Harmonogram
| Grudzień 2003 | 4 | 5 | 6 | 7 | 8 | 9 | 10 | 11 |
| ------------- | - | - | - | - | - | - | -- | -- |
| Koszykówka    |   |   |   |   |   |   | F  |    |

Legenda
|  | Dzień zawodów |  | Finał (F) |

## Uczestnicy
Do zawodów zgłoszonych zostało 16 reprezentacji narodowych, wystartowało 14 drużyn (144 koszykarzy). 

- Belgia
- Chorwacja
- Cypr
- Holandia
- Kanada
- Korea Południowa
- Korea Północna
- Litwa
- Łotwa
- Rosja
- Rwanda
- Stany Zjednoczone
- Syria
- Włochy

## Rozgrywki

### Faza grupowa
Pierwotny plan zakładał podział zespołów na 4 grupy (przy 16 drużynach). W związku ze zmianą liczby drużyn, uczestniczące w rozgrywkach zespoły zostały podzielone na dwie grupy po siedem każda. Według osiągniętych wyników  w fazie grupowej, mecze w fazie pucharowej rozgrywane były o ustalenie ostatecznego miejsce w turnieju i tak zespoły z 7 miejsc grały o poz. 13-14, z 6 o poz, 11-12 itd. Drużyny, które zajęły pierwsze miejsca w grupach wystąpiły w finale (walczyły o złoty medal), a z drugich rywalizowały o medal brązowy.

### Faza pucharowa

#### Mecz o miejsce 13-14
Wynik
|  |  | Belgia | 70 | - | 49 | Rwanda |

#### Mecz o miejsce 11-12
Wynik
|  |  | Holandia | 76 | - | 69 | Kanada |

#### Mecz o miejsce 9-10
Wynik
|  |  | Łotwa | 97 | - | 85 | Cypr |

#### Mecz o miejsce 7-8
Wynik
|  |  | Litwa | 102 | - | 96 | Stany Zjednoczone |

#### Mecz o miejsce 5-6
Wynik
|  |  | Korea Północna | 98 | - | 77 | Chorwacja |

#### Mecz o 3 miejsce
Wynik
|  |  | Rosja | 98 | - | 68 | Syria |

#### Finał
Wynik
|  |  | Włochy | 128 | - | 89 | Korea Południowa |

## Klasyfikacja końcowa
| Miejsce | Reprezentacja     | Wyniki |
| ------- | ----------------- | ------ |
| złoto   | Włochy            |        |
| srebro  | Korea Południowa  |        |
| brąz    | Rosja             |        |
| 4       | Syria             |        |
| 5       | Korea Północna    |        |
| 6       | Chorwacja         |        |
| 7       | Litwa             |        |
| 8       | Stany Zjednoczone |        |
| 9       | Łotwa             |        |
| 10      | Cypr              |        |
| 11      | Holandia          |        |
| 12      | Kanada            |        |
| 13      | Belgia            |        |
| 14      | Rwanda            |        |

Źródło: